# Битва при Сыгнаке (1509)
Битва при Сыгнаке (1509) — вооруженное столкновение Джаниш-султан и военачальников Шейбани-хана.

## Предыстория
В начале 1509 года в Бухаре состоялось совещание (джанки) правящей элиты Шейбанидов, на котором Мухаммед Шейбани-хан добился поддержки со стороны мусульманского духовенства Средней Азии. В результате было издано религиозное постановление (фетва), объявлявшее «священную борьбу с казахами». В конце января 1509 года войска Мухаммеда Шейбани выступили в поход на казахов. Несмотря на суровую зиму и трудности, армия достигла улуса Джаниш-султана и расположилась в Кара-Абдале. В авангарде шла 20-тысячная гвардия Убайдаллах-султана. По пути к Сыгнаку Шейбани остановился в крепости Аркук, где потребовал от местных жителей продовольствие. Хотя официальные источники утверждают, что снабжение прошло без насилия, очевидно, оно сопровождалось принуждением. К Шейбани присоединились войска его сына Тимур-султана и других шибанидских султанов. После переправы через Сырдарью армия численностью до 300 тысяч человек подошла к границам казахов у Сыгнака.

## Обстановка накануне сражения
В феврале 1509 года на Сырдарье стояли особенно сильные морозы и метели. Это сильно затруднило продвижение армии, но к началу марта Шейбани всё же достиг улуса Джаниш-султана. Он остановился с войском в местности Кара-Абдал и приказал своим султанам совершить набег на .

## Ход событий
Первым объектом похода узбекских войск стал улус Жаныш-султана. Улус находился недалеко от Сыгнака. Сам Мухаммед Шейбани-хан в этом сражении участия не принимал. Он расположил свою ставку в местности Кара-Абдал и направил в набег отряды других Шибанидов — Суйунчи-Ходжа-хана, Кучкунчи-султана и Хамза-султана. Также в авангарде узбекского войска находилась личная гвардия Убайдаллах-султана.
Жаныш-султан располагал неточной информацией о силах Шибанидов. Согласно его сведениям, в поход против его улуса выступили только войска Суйунчи-Ходжа-хана, правителя Ташкента. Уверенный в достоверности этих данных, Жаныш-султан решил самостоятельно дать отпор узбекским отрядам. Казахи «для отражения грабежа и ради защиты своих семей отправились на бой». Фазлаллах ибн Рузбихан Исфахани пишет, что, когда стало известно о приближении вражеских войск, жители улуса Жаныш-султана собрались вместе. «[Число] их превышало тридцать тысяч человек, из которых у каждого было много слуг и подчиненных, так что число [всех] их достигло до ста тысяч».
Как отмечает сам Фазлаллах ибн Рузбихан Исфахани, казахи «ради чести и достояния, семьи и воинской чести являли чрезвычайное старание и усердие». Передовые отряды противников встретились, и началось сражение. Жаниш-султан вместе со знатными казахами находился в основном полку. Другой казахский отряд занял позицию для обороны и сопротивления. Выждав подходящий момент, Джаниш-султан вышел из засады, атаковал войско Убайдулла-султана и начал теснить противника. Однако силы были неравными. В решающий момент в бой вступила личная гвардия Мухаммед Шейбани-хана под командованием его сына, Мухаммеда Тимур-султана, что предопределило исход сражения. Казахи потерпели тяжёлое поражение.
Ахмет-султан, сын Жаныш-султана, был тяжело ранен и попал в плен к узбекам. Его передали Хамза-султану, который был старшим из султанов и главным военачальником. В отместку за смерть своего брата, убитого Жаныш-султаном годом ранее, узбекский султан приказал обезглавить Ахмет-султана и отправить его голову Мухаммеду Шейбани-хану. Приказ был немедленно исполнен.

## Результаты
Несмотря на то, что Жаныш-султан получил ранение в сражении, ему удалось вместе с остатками своего войска отступить к Бурундук-хану. Однако их улус подвергся разгрому. Узбекские воины захватили богатую добычу — около десяти тысяч казахских юрт со всем имуществом. По свидетельствам, количество одежды, посуды, товаров, а также вьючных животных, коров, верблюдов и овец было столь велико, что его невозможно было сосчитать. Огромное число казахов попало в плен и было уведено в Мавераннахр, где их обрекли на рабство.
Однако даже такая крупная победа не удовлетворила амбиций узбекского правителя. Мухаммед Шейбани-хан полагал, что без полного уничтожения основных сил Казахского ханства говорить о победе рано. В связи с этим он принял решение продолжить военную кампанию и двинуться на зимние кочевья Бурундук-хана и Касим-султана с целью полного уничтожения их улусов.